# A2M

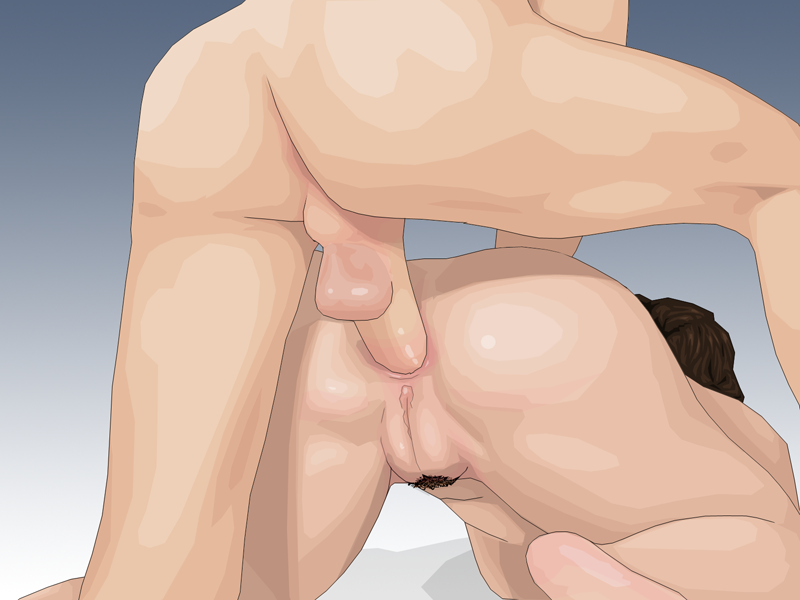
Sexe anal

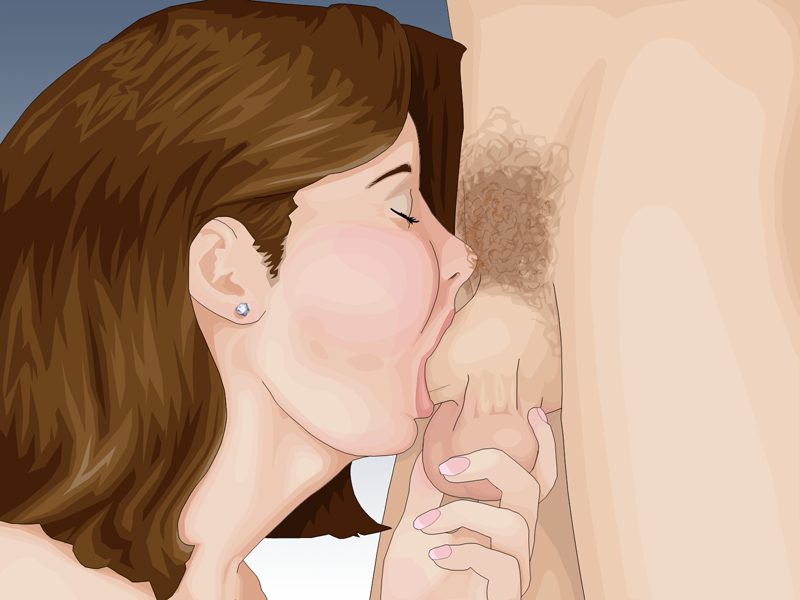
Sexe oral

A2M o ATM (en anglès: ass to mouth, en català: del cul a la boca) és un acrònim utilitzat en la catalogació de la pràctica sexuals pròpia del cinema pornogràfic consistent a introduir el penis dins la boca d'una altra persona (fel·lació), tot just després d'haver-lo extret de l'anus d'aquesta mateixa persona o d'una altra i sense interrupció visual en el desenvolupament de l'escena com a garantia de veracitat de l'acció.
Es tracta d'una pràctica de risc, poc corrent en la vida sexual íntima, i gairebé limitada a la funció de pur exhibicionisme de cara a l'espectador. Sovinteja en els films X de temàtica heterosexual en què la dona és humiliada i sotmesa per un o més mascles, com una forma extrema de degradació, amb l'objectiu de provocar l'excitació del visualitzador.
En tota la pornografia convencional però, el risc d'infecció bucal o digestiva per la presència de bacteris i matèria fecal en el penis és molt limitat, ja que, generalment, les actrius que intervenen en A2M fent sexe anal salvaguarden la higiene pròpia mitjançant ènemes aplicats abans de la filmació d'aquestes pràctiques. És per això que no s'ha de confondre amb la coprofília (ingestió de matèria fecal), pràctica pròpia d'un subgènere pornogràfic més marginal i minoritari.

## Preocupacions de salut
Si el receptor del cul a la boca està realitzant una fel·lació sobre un penis o objecte que s'ha extret del seu propi recte, els riscos per a la salut es limiten generalment a alteracions del tracte gastrointestinal, que poden procedir d'introduir flora intestinal normal des del recte fins a la boca i el tub digestiu superior. Tanmateix, si l'àrea ano-rectal del receptor està infectada amb una malaltia de transmissió sexual com la gonorrea, hi ha un risc afegit de transmetre la infecció a la boca o la gola d'aquesta persona. Els paràsits intestinals i altres organismes també es poden transportar a les femtes. El risc d'infecció de transmissió sexual (ITS) o transmissió parasitària només existeix si les partícules fecals d'una persona infectada es transmeten a la boca d'una persona no infectada.

## En el porno
Els artistes de la indústria del porno solen utilitzar ènemes abans de filmar seqüències de sexe anal; tanmateix, això és principalment per eliminar la possibilitat que aparegui qualsevol matèria fecal al vídeo en lloc de prevenir malalties. De cul a boca, juntament amb una variant de cul a boca anomenada ATOGM (boca de cul a altres noies), va començar a aparèixer amb més freqüència a la pornografia hardcore a principis dels anys 2000, i va veure un augment de popularitat durant la dècada següent.